# SummerSlam (1993)
SummerSlam 1993 est le sixième SummerSlam, pay-per-view de catch produit par la World Wrestling Entertainment. Il s'est déroulé le 30 août 1993 au The Palace of Auburn Hills de Auburn Hills dans le Michigan.
En France, cet évènement a fait l'objet d'une diffusion sur Canal+.

## Résultats
| #                                                          | Résultats | Stipulations                                           | Commentaires | Durée |
| ---------------------------------------------------------- | --- | ------------------------------------------------------ | --- | ----- |
| Dark match                                                 | Owen Hart bat Barry Horowitz                                                                                             | Match simple                                           | - Hart a effectué le tombé sur Horowitz. | 08:32 |
| 1                                                          | Razor Ramon bat Ted DiBiase                                                                                              | Match simple                                           | - Ramon a effectué le tombé sur DiBiase après un Razor's Edge. - C'était le dernier match de Ted DiBiase à la WWF en tant que catcheur. Il restait cependant à la fédération en tant que manager jusqu'en 1996.                                                   | 07:32 |
| 2                                                          | The Steiner Brothers (c) (Rick et Scott) battent The Heavenly Bodies (Tom Prichard et Jimmy Del Ray) (avec Jim Cornette) | Tag team match pour le WWF Tag Team Championship       | - Rick a fait le tombé sur Del Ray après que Scott lui eut porté un Frankensteiner. | 09:28 |
| 3                                                          | Shawn Michaels (c) (avec Diesel) bat Mr. Perfect                                                                         | Match simple pour le WWF Intercontinental Championship | - Michaels a battu Perfect par décompte à l'extérieur quand Perfect était projeté à l'extérieur par Diesel et était incapable de revenir sur le ring. | 11:20 |
| 4                                                          | Irwin R. Schyster bat The 1-2-3 Kid                                                                                      | Match simple                                           | - I.R.S. a réalisé le tombé sur 1-2-3 Kid après une Flying Clothesline. | 05:44 |
| 5                                                          | Bret Hart bat Doink the Clown (w/Jerry Lawler)                                                                           | Match simple                                           | - Bret a battu Doink par disqualification après intervention de Lawler. - Après l'attaque de Lawler sur Hart avec une béquille, le président de la WWF Jack Tunney se pointait sur le ring et ordonnait à Lawler d'affronter Bret ou il serait renvoyé de la WWF. | 09:05 |
| 6                                                          | Jerry Lawler bat Bret Hart                                                                                               | Match simple                                           | - Lawler l'emporte par disqualification. - Hart avair à l'origine gagné par soumission avec le Sharpshooter, mais l'arbitre renversait la décision après que Bret refusait de lâcher la prise.                                                                    | 06:32 |
| 7                                                          | Ludvig Borga bat Marty Jannetty                                                                                          | Match simple                                           | - Borga a battu Jannetty par soumission avec le Torture Rack. | 05:15 |
| 8                                                          | The Undertaker (avec Paul Bearer) bat Giant Gonzales (avec Harvey Wippleman)                                             | "Rest in Peace match"                                  | - Undertaker a effectué le tombé sur Gonzalez après une Flying clothesline. - Le "Rest in Peace" match signifiait qu'il n'y avait pas de disqualification et de décompte à l'extérieur.                                                                           | 08:04 |
| 9                                                          | Tatanka et The Smokin' Gunns (Billy et Bart) battent Bam Bam Bigelow et The Headshrinkers (Fatu et Samu) (avec Afa)      | 6-Man Tag Team Match                                   | - Tatanka a fait le tombé sur Samu. | 11:15 |
| 10                                                         | Lex Luger bat Yokozuna (c) (avec Mr. Fuji et Jim Cornette)                                                               | Match simple pour le WWF Championship                  | - Luger a défait Yokozuna par décompte à l'extérieur après que Yokozuna ait été mis KO à l'extérieur du ring après avoir été frappé par le bras en fer de Luger. Il conservait donc son titre.                                                                    | 17:58 |
| (c) désigne le champion défendant son titre dans le match. | |                                                        | |       |